# Bahnhof Wettingen
Der Bahnhof Wettingen ist der Bahnhof in der Schweizer Gemeinde Wettingen und wurde im Jahre 1876 eröffnet.

## Geschichte

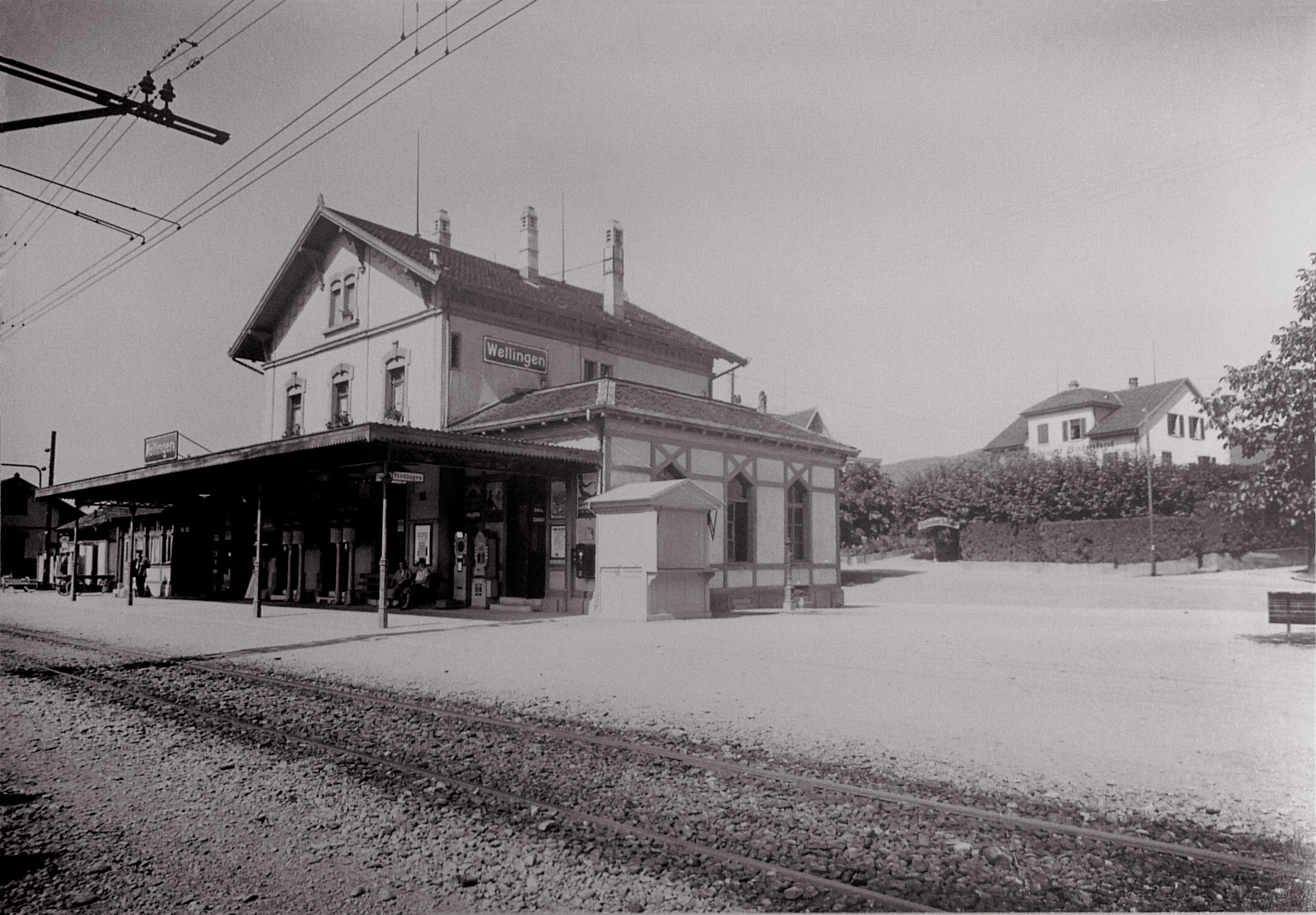
Bahnhof Wettingen, vor 1900, Sammlung Wehrli

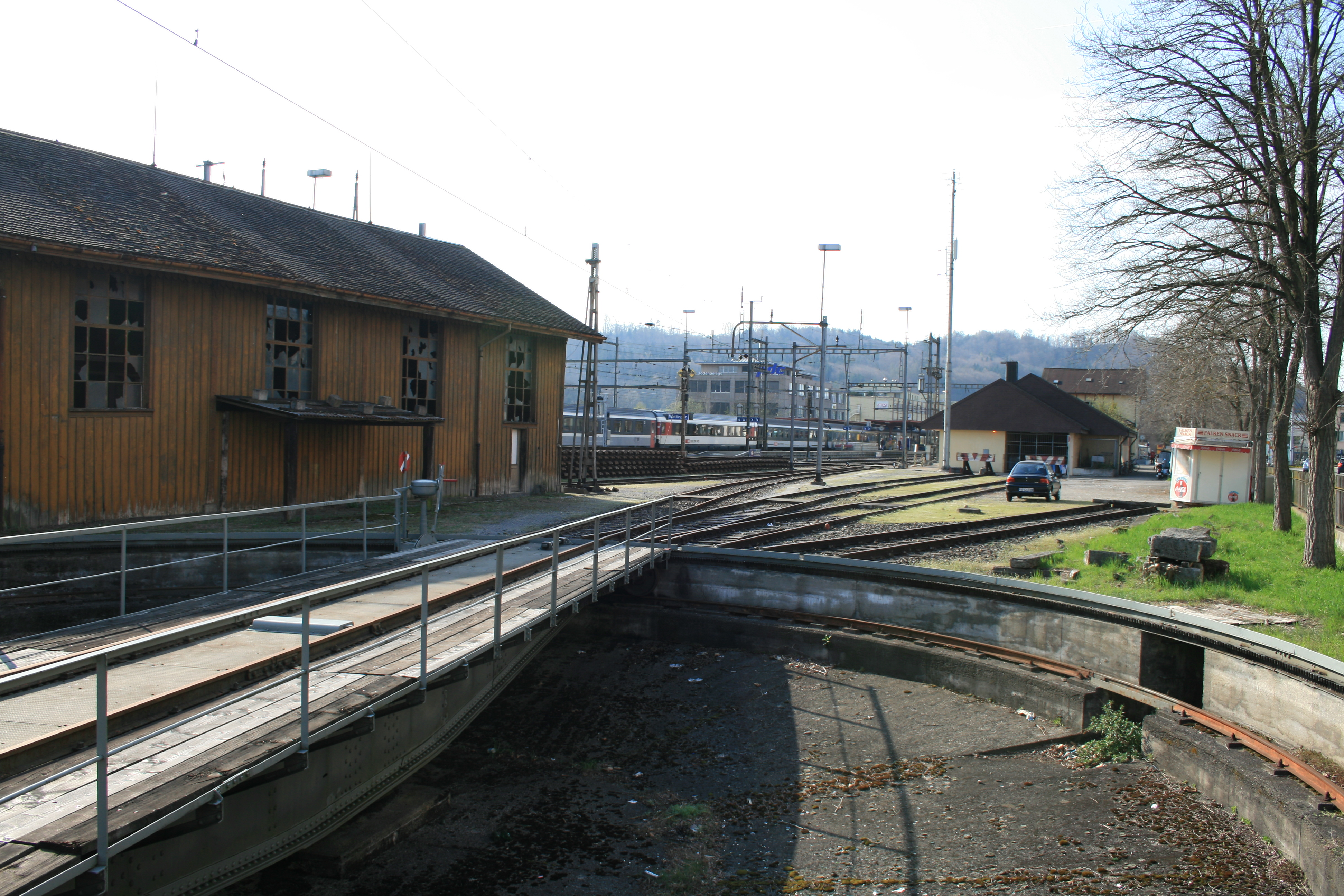
Drehscheibe und Schuppen

Die Schweizerische Nordostbahn zwischen Zürich und Baden wurde im Jahre 1847 als erste Schweizer Eisenbahnlinie eröffnet. Die damalige Trassierung lief zwischen Neuenhof und Baden am linken Ufer der Limmat entlang, so dass Wettingen zunächst keinen Eisenbahnanschluss bekam. Diese Linienführung wurde im Jahre 1875 durch den Bau der Eisenbahnbrücke Neuenhof-Wettingen und 1877 der Eisenbahnbrücke Wettingen–Baden geändert und im Jahre 1876 wurde der Wettinger Bahnhof, zwischen dem ehemaligen Kloster und dem Dorf gelegen, eröffnet.
Eine grössere Bedeutung bekam der Bahnhof, als 1877 die Schweizerische Nationalbahn (SNB) die Eisenbahnlinien Winterthur–Wettingen und Zofingen–Wettingen eröffnete und die Schweizer Nordostbahn die Strecke von Baden nach Bülach. Bereits zwischen 1905 und 1909 war der Bahnhof Wettingen elektrifiziert. Zwischen Seebach und Wettingen war auf Vorschlag der Maschinenfabrik Oerlikon der Versuchsbetrieb Seebach–Wettingen erstellt worden, der internationale Beachtung fand und die Elektrifizierung des Schweizer Schienennetzes auslöste. Im Jahre 1912 wurde der Bahnhof, 1919 die Gleisanlage erweitert. Im Jahre 1942 wurde der Bahnhof dann wiederum mit Oberleitungen versehen. Grössere Umbauarbeiten erfolgten 1982. Von Oktober 2011 bis Juni 2013 wurden die Gleisanlagen des Bahnhofs modernisiert und die Zugänge zu den Perrons treppenfrei umgebaut. Am 21. Juni fand die Eröffnungsfeier des umgestalteten Bahnhofs statt.
Der bediente Schalter am Bahnhof Wettingen wird am 30. September 2022 geschlossen.

## Anlage

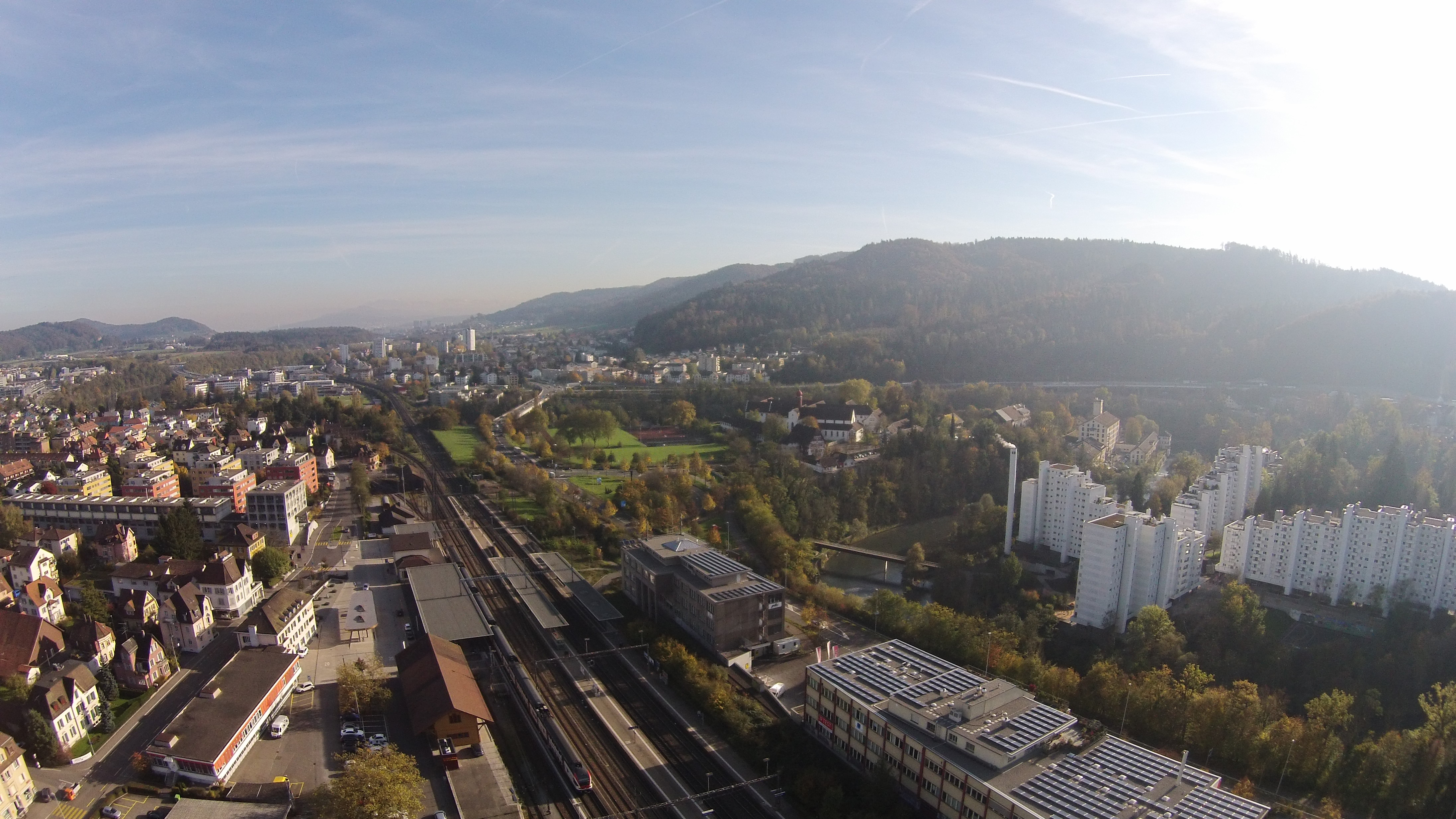
Blick auf den Bahnhof

Zur ursprünglichen Bahnhofanlage von 1876 gehörten das Aufnahmegebäude, ein Güterschuppen, das Stellwerk eine Drehscheibe und Remisen. Im Jahre 1982  wurde das Aufnahmegebäude umgebaut, ein Nebengebäude neu errichtet und das Stellwerk abgerissen. Trotz des Abrisses ist der Bahnhof Wettingen eines der besterhaltenen Bahnhof-Ensembles im Kanton Aargau. Aus diesem Grund gilt er als erhaltenswert und wird von der aargauischen Denkmalpflege als bedeutendes Kulturobjekt eingestuft.
Der Bahnhof hat heute fünf Gleise mit Perronkante. Gleis 3, 4 und 5 werden für die Linien 6 und 12 der Zürcher S-Bahn verwendet, die Gleise 1 und 2 für den Regionalverkehr. Daneben bestehen mehrere Gleise für den Güterverkehr.
Seit 2016 verbindet ein Schräglift den Bahnhof mit der Siedlung Webermühle im benachbarten Neuenhof.

## Betrieb

### Bahnverkehr
Der Bahnhof Wettingen wird von verschiedenen Nahverkehrslinien und von einer Nachtlinie bedient.
- S 6 Baden – Regensdorf-Watt – Zürich HB – Uetikon
- S 12 Brugg – Altstetten – Zürich HB – Stettbach – Winterthur – Schaffhausen/Wil
- S 19 (Koblenz – Baden –) Dietikon – Zürich HB – Wallisellen – Effretikon (– Pfäffikon ZH)
- S 27 Baden – Waldshut / – Bad Zurzach
- 12 Olten – Brugg AG – Wettingen (– Zürich HB)
- SN1 Aarau – Wildegg – Brugg – Dietikon – Zürich HB – Stettbach – Winterthur

### Busverkehr
Neben dem Bahnhof Wettingen gibt es zwei Bushaltestellen, von denen aus verschiedene Buslinien die Umgebung erschliessen.

#### Haltestelle Wettingen, Bahnhof
- 4 Baden, Bahnhof – Wettingen, Bahnhof – Neuenhof – Spreitenbach

#### Haltestelle Wettingen, Bahnhofplatz
- 3 Baden, Bahnhof – Wettingen, Bahnhofplatz – Wettingen, Brunnenwiese
- 12 Wettingen, Tägi – Wettingen, Bahnhofplatz – Dättwil, Kantonsspital